# Jamie McBain
Jamie McBain (* 25. Februar 1988 in Edina, Minnesota) ist ein ehemaliger US-amerikanischer Eishockeyspieler. Zwischen 2010 und 2016 bestritt der Verteidiger über 300 Partien für die Carolina Hurricanes, Buffalo Sabres, Los Angeles Kings und Arizona Coyotes in der National Hockey League (NHL).

## Karriere

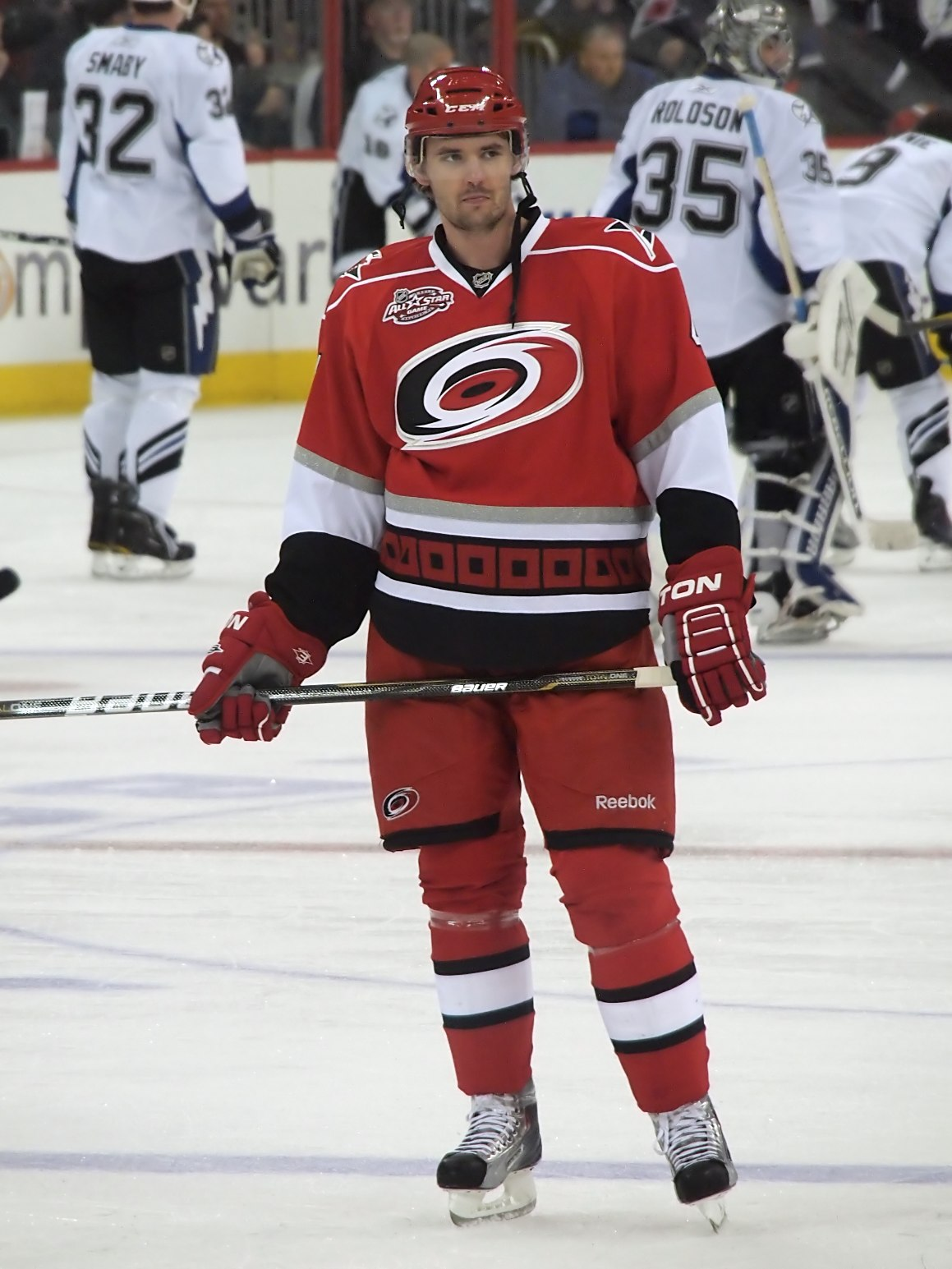
McBain im Trikot der Carolina Hurricanes (2011)

Jamie McBain begann seine Karriere als Eishockeyspieler im USA Hockey National Team Development Program, für das er von 2004 bis 2006 in der Juniorenliga North American Hockey League aktiv war. Anschließend wurde er im NHL Entry Draft 2006 in der zweiten Runde als insgesamt 63. Spieler von den Carolina Hurricanes ausgewählt. Zunächst besuchte der Verteidiger jedoch drei Jahre lang die University of Wisconsin–Madison, für deren Eishockeymannschaft er parallel in der National Collegiate Athletic Association spielte. Während seines Studiums wurde er 2007 in das All-Rookie Team der Western Collegiate Hockey Association gewählt sowie 2009 zu deren besten Spieler und in deren erstes All-Star Team. 2009 wurde er zudem in das erste All-American Team der Western Conference der NCAA gewählt.
Gegen Ende der Saison 2008/09 gab der ehemalige Junioren-Nationalspieler sein Debüt im professionellen Eishockey, als er in zehn Spielen für Carolinas Farmteam Albany River Rats aus der American Hockey League je ein Tor und eine Vorlage erzielte. In der Saison 2009/10 spielte der US-Amerikaner erneut überwiegend für die Albany River Rats in der AHL, kam jedoch parallel zu seinen ersten 14 Einsätzen für die Carolina Hurricanes in der National Hockey League und erzielte dabei zehn Scorerpunkte, davon drei Tore. In der Saison 2010/11 verbrachte er erstmals eine gesamte Spielzeit in der NHL und erzielte für die Hurricanes in 76 Spielen 30 Scorerpunkte, davon sieben Tore.
Ende Juni 2013 wurde er gemeinsam mit einem Zweitrunden-Wahlrecht im NHL Entry Draft 2013 im Austausch für Andrej Sekera zu den Buffalo Sabres transferiert. Diese verlängerten seinen Vertrag im Anschluss an die Saison 2013/14 nicht, sodass er als Unrestricted Free Agent auf der Suche nach einem neuen Arbeitgeber war. Diese fand er im Oktober 2014, als ihn die Manchester Monarchs und einen Monat später auch die Los Angeles Kings unter Vertrag nahmen. Die Saison 2015/16 begann McBain beim neuen Farmteam der Kings, den Ontario Reign. Nach dieser Spielzeit erhielt der Abwehrspieler keinen neuen Vertrag bei den Kings, sodass er sich im Juli 2016 als Free Agent den Arizona Coyotes anschloss. Dort konnte sich McBain allerdings nicht im NHL-Aufgebot etablieren und verbrachte den Großteil der Folgesaison in der AHL bei den Tucson Roadrunners.
Nach der Saison 2016/17 schloss er sich als Free Agent den Tampa Bay Lightning an. Dort erfüllte er einen Einjahresvertrag, der im Sommer 2018 nicht verlängert wurde. Dies bedeutete in der Folge das Ende seiner aktiven Karriere, in der er 348 NHL-Partien und dabei 110 Scorerpunkte verzeichnet hatte.

### International
Für die USA nahm McBain an der U18-Junioren-Weltmeisterschaft 2006 sowie den U20-Junioren-Weltmeisterschaften 2007 und 2008 teil. Vor allem bei der U18-WM 2006, bei der er mit seiner Mannschaft Weltmeister wurde, konnte er überzeugen. Im Turnierverlauf war er der beste Vorlagengeber und wurde in das All-Star Team der WM gewählt sowie zu deren besten Verteidiger ernannt. Bei der U20-WM 2007 gewann er mit seinem Team die Bronzemedaille.
Bei der Weltmeisterschaft 2013 in Stockholm und Helsinki gehörte McBain erstmals der Herren-Nationalmannschaft an und gewann mit dieser die Bronzemedaille.

## Erfolge und Auszeichnungen
| - 2007 WCHA All-Rookie Team - 2009 NCAA West First All-American Team - 2009 WCHA First All-Star Team | - 2009 WCHA-Spieler des Jahres - 2011 Teilnahme an der NHL All-Star Game SuperSkills Competition |

### International
| - 2006 Goldmedaille bei der U18-Junioren-Weltmeisterschaft - 2006 All-Star Team der U18-Junioren-Weltmeisterschaft - 2006 Bester Verteidiger der U18-Junioren-Weltmeisterschaft | - 2006 Bester Vorlagengeber der U18-Junioren-Weltmeisterschaft - 2007 Bronzemedaille bei der U20-Junioren-Weltmeisterschaft - 2013 Bronzemedaille bei der Weltmeisterschaft |

## Karrierestatistik

### International
Vertrat die USA bei:
| - World U-17 Hockey Challenge 2005 - U18-Weltmeisterschaft 2006 - U20-Weltmeisterschaft 2007 | - U20-Weltmeisterschaft 2008 - Weltmeisterschaft 2013 |

(Legende zur Spielerstatistik: Sp oder GP = absolvierte Spiele; T oder G = erzielte Tore; V oder A = erzielte Assists; Pkt oder Pts = erzielte Scorerpunkte; SM oder PIM = erhaltene Strafminuten; +/− = Plus/Minus-Bilanz; PP = erzielte Überzahltore; SH = erzielte Unterzahltore; GW = erzielte Siegtore; 1 Play-downs/Relegation; Kursiv: Statistik nicht vollständig)